# Кримпоя
Кримпоя (рум. Crâmpoia) — село у повіті Олт в Румунії. Адміністративний центр комуни Кримпоя.
Село розташоване на відстані 108 км на захід від Бухареста, 33 км на південний схід від Слатіни, 74 км на схід від Крайови.

## Населення
За даними перепису населення 2002 року у селі проживали 3009 осіб, усі — румуни. Усі жителі села рідною мовою назвали румунську.